# John Mills (enciclopedista)
John Mills (1717 – tra il 1786 e il 1796) è stato uno scrittore ed enciclopedista inglese.
Scrisse principalmente a proposito dell'agricoltura in Inghilterra. Nel 1743 a Parigi si propose per la scrittura dell'Encyclopédie insieme a Gottfried Sellius, originario di Danzica ed ex professore alle università di Halle e Gottinga.
Mills e Sellius originariamente proposero semplicemente di tradurre articoli dalla Chambers' Cyclopaedia in francese. La conoscenza del francese da parte di Mills e Sellius si rivelò però inadeguata, al punto che l'editore André Le Breton era estremamente scontento del lavoro di Mills, arrivando addirittura ad assalire fisicamente Mills. Mills portò Le Breton in tribunale, ma la corte stabilì che l'attacco era stato causato dall'incompetenza di Mills. Le Breton sostituì  Mills con Denis Diderot.
Nel 1763 Mills portò a termine il terzo volume delle Memoirs of the Court of Augustus dello scrittore scozzese Thomas Blackwell, morto nel 1757. Nel 1759 pubblicò la sua prima opera sull'agricoltura, traducendo il Practical Treatise of Husbandry di Henri Louis Duhamel du Monceau. La sua opera più importante fu A New and Complete System of Practical Husbandry, opera in cinque volumi scritta tra il 1762 ed 1765 raccogliendo lavori di autori vari, tra cui John Evelyn, Duhamel, John Worlidge e Jethro Tull. L'opera fu il primo trattato onnicomprensivo di agricoltura, che per la prima volta trattò la coltivazione della patata.
Nel 1766 Mills venne nominato membro della Royal Society e divenne il primo socio straniero dell'Accademia francese di agricoltura. Mills compare negli elenchi dei membri della Royal Society tra il 1767 ed il 1784. La morte è databile tra il 17 luglio 1786, data di una lettera presente negli archivi della Royal Society, ed il 1796, quando il suo nome fu rimosso dalla lista dei membri della Royal Society.

## Opere

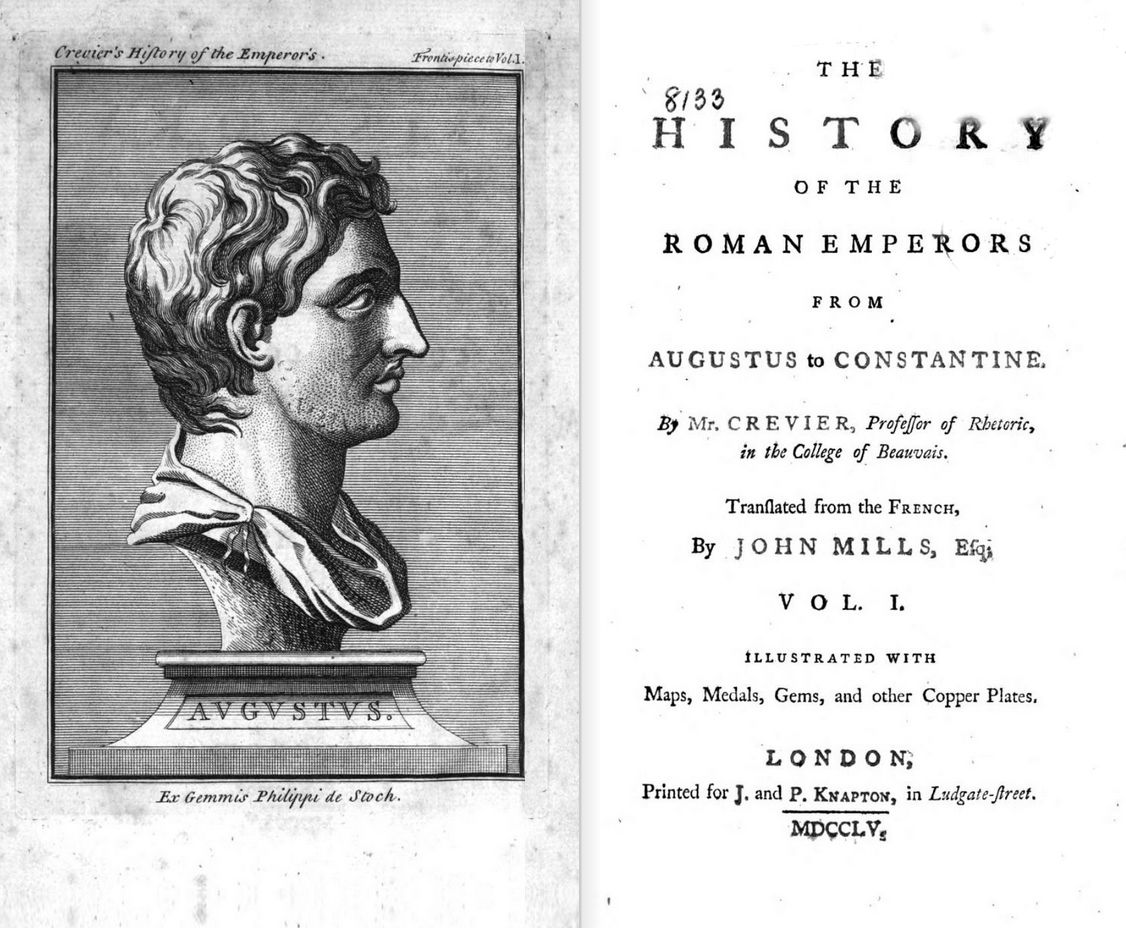
The History of the Roman Emperors from Augustus to Constantine, Vol. 1 - 1755

- Practical Treatise of Husbandry di Henri Louis Duhamel du Monceau (tradotto nel 1759)
- Memoirs of the Court of Augustus di Thomas Blackwell (completate nel 1763)
- Essay on the Management of Bees (1766)
- Natural and Chemical Elements of Agriculture di G. A. Gyllenberg (tradotto dal latino nel 1770)
- Essay on the Weather (1772)
- Essays, Moral, Philosophical, and Political (pubblicato anonimamente)
- A New and Complete System of Practical Husbandry (1762-1765, in cinque volumi)
- Treatise on Cattle (1776)